# 科普鲁律·法泽尔·艾哈迈德帕夏
科普鲁律·法泽尔·艾哈迈德帕夏（鄂圖曼土耳其語：‎，1635年—1676年11月3日），是奥斯曼帝国科普鲁律时期的贵族、政治家和军事家，权臣科普鲁律·穆罕默德帕夏之子。他在其父去世后，曾于1661年至1676年间出任大维齐尔。